# Фінтій (вазописець)

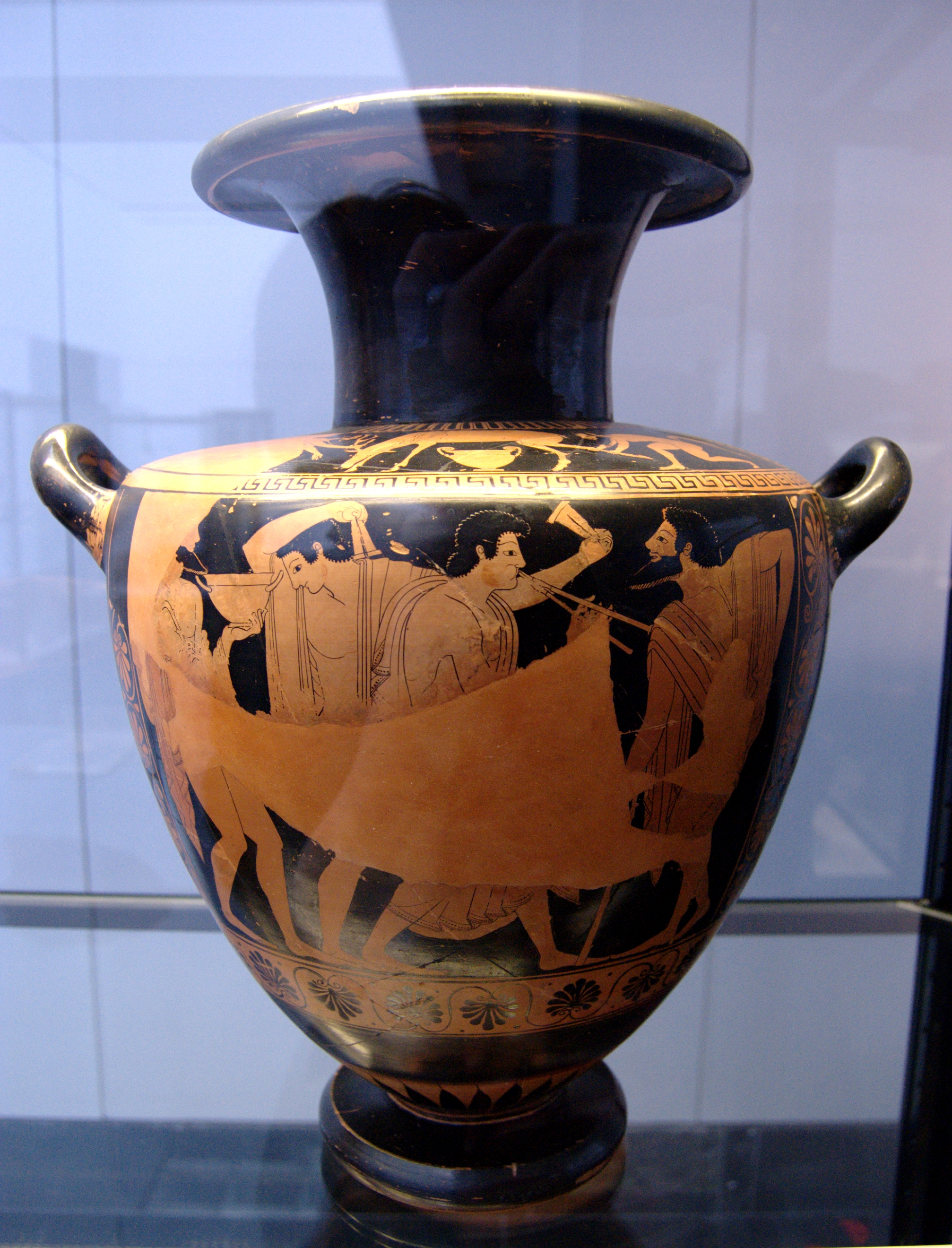
Гідрія зі сценою комосу: двоє днаків грають на авлосі та кроталах, третій несе стамнос, Державне античне зібрання

Фінтій — давньогрецький вазописець і гончар, працював на наприкінці VI століття до н. е. Поряд із Ефронієм та Евфімідом Фінтій був найважливішим представником групи вазописців-піонерів афінської школи червонофігурного вазопису. Десять робіт, датовані періодом між 525 і 510 роками до н. е., містять його підпис: сім вазописних робіт та три керамічні роботи.
Ранні роботи Фінтія виглядають дещо старомодно, ніж у інших вазописців-піонерів, на них відчувається вплив більш ранніх майстрів Псіакса та Ольтоса. Навіть у період піднесення техніки вазописців-піонерів Фінтій використовував деякі прийоми чорнофігурного стилю, зокрема зображення чорнофігурних орнаментів..
Однак тематика зображуваних Фінтієм сцен надзвичайно багата. Він часто звертався до таких побутових тем, як симпосії, гетери та уроки музики, але й часто малював міфологічні сцени. Подібно до інших вазописців-піонерів Фінтій часто розписував вази власної роботи, а також робив написи, згадуючи своїх «колег».